# スミラーゴ
スミラーゴ（伊: Sumirago）は、イタリア共和国ロンバルディア州ヴァレーゼ県にある、人口約6,100人の基礎自治体（コムーネ）。

## 地理

### 位置・広がり

#### 隣接コムーネ
隣接するコムーネは以下の通り。
- アルビッツァーテ
- アッツァーテ
- ベズナーテ
- ブルネッロ
- カストロンノ
- クロージオ・デッラ・ヴァッレ
- イェラーゴ・コン・オラーゴ
- モルナーゴ

### 地震分類
イタリアの地震リスク階級 (it) では、4 に分類される
。

## 行政

### 分離集落
スミラーゴには、以下の分離集落（フラツィオーネ）がある。
- Albusciago, Caidate, Menzago, Quinzano San Pietro